# Jurica
Jurica är en ort i Mexiko, tillhörande kommunen Aculco i den nordvästra delen av delstaten Mexiko, i den centrala delen av landet. Orten hade 451 invånare vid folkräkningen 2010.